# 杜鳴心
杜 鳴心（と めいしん、1928年 - ）は中華人民共和国の作曲家。バレエ音楽、協奏曲、京劇交響楽で知られている。
重慶の育才学校で学び、賀緑汀に師事した。1948年にピアニストとして上海に移住。1954年から1958年にかけてモスクワ音楽院に留学した後、北京の中央音楽学院の教員となった。作品は民俗音楽の影響を受けたものである。弟子に瞿小松などがいる。

## 主な作品
- バレエ「紅色娘子軍」（呉祖強と共作）
- バレエ「魚美人」（呉祖強と共作）
- ヴァイオリン協奏曲
- ピアノ協奏曲
- 京劇交響楽「楊門女将（楊家の女将軍たち）」